# 唐·巴特利特
唐·巴特利特（英語：Don Bartlett，1960年4月1日—），加拿大男子冰壶运动员。他曾代表加拿大参加1992年和2002年冬季奥林匹克运动会冰壶比赛，其中2002年冬季奥运会获得一枚银牌。